# Premio Abbiati
El Premio della critica musicale “Franco Abbiati” es un premio de música italiano que desde la temporada 1980-81 es entregado por la Associazione Nazionale Critici Musicalien honor del famoso crítico bergamasco del Corriere della Sera Franco Abbiati (1898–1981) crítico principal del periódico durante cuarenta años. Se entrega en colaboración con la ciudad de Bergamo en el  Teatro Donizetti. 
Desde 2007 pasó a ser parte del Ministerio de Cultura de la República Italiana.

## Galardonados
Directores
- 1980/81: Claudio Abbado, Riccardo Muti
- 1981/82: Leonard Bernstein
- 1981/82: Gianandrea Gavazzeni
- 1983/84: Sergiu Celibidache
- 1984/85: Carlos Kleiber
- 1985/86: Wolfgang Sawallisch
- 1986/87: Pierre Boulez
- 1987/88: Chung Myung-Whun
- 1988/89: Riccardo Muti
- 1989/90: John Eliot Gardiner
- 1990/91: Vladimir Delman
- 1991/92: Giuseppe Sinopoli
- 1992/93: Riccardo Chailly
- 1993/94: Zubin Mehta
- 1994/95: Gary Bertini
- 1995/96: Valery Gergiev
- 1996/97: Eliahu Inbal
- 1997/98: Carlo Maria Giulini
- 1998/99: Jeffrey Tate
- 1999/00: Vladimir Jurowski
- 2000/01: Claudio Abbado
- 2002: Yuri Temirkánov
- 2003: Bruno Bartoletti
- 2004: Daniele Gatti
- 2005: Antonio Pappano
- 2006: Lorin Maazel
- 2007: Yuri Temirkanow
- 2008: Roberto Abbado
- 2009: Seiji Ozawa
- 2010: Esa-Pekka Salonen
- 2011: Daniel Harding
- 2012: Fabio Luisi
- 2013: Daniel Barenboim
- 2014: Chung Myung-whun
- 2015: Daniele Gatti
- 2016: Michele Mariotti